# Phyllonorycter kautziella
Phyllonorycter kautziella är en fjärilsart som först beskrevs av Hartig 1938.  Phyllonorycter kautziella ingår i släktet guldmalar, och familjen styltmalar.
Artens utbredningsområde är Spanien. Inga underarter finns listade i Catalogue of Life.